# Cunami u Indijskom oceanu 2004.
Cunami u Indijskom oceanu 2004. nastao je kao posljedica podmorskoga Sumatransko-Andamanskog potresa 26. prosinca 2004. Ovaj cunami usmrtio je oko 275.000 ljudi i razorio obalu nanijevši velike štete od Indonezije sve do Somalije u Africi, što ga čini jednom od najsmrtonosnijih prirodnih katastrofa u modernoj povijesti.
Različite su procjene magnitude potresa, koje se kreću od 9,1 do 9,3 po Richterovoj ljestvici (po ovim procjenama to bi mogao biti drugi najveći potres ikada zabilježen seizmografom). Službena procjena je da je magnituda iznosila 9,15 po Richteru.

## Vanjske poveznice
- Satelitski snimci područja pogođenih cunamijem (National University of Singapore)
- Seizmogrami Sumatransko-Andamanskog potresa na mrežnom mjestu IRIS-a  Arhivirana inačica izvorne stranice od 21. listopada 2015. (Wayback Machine)